# Jambville
Jambville ist eine französische Gemeinde mit 777 Einwohnern (Stand: 1. Januar 2022) im Département Yvelines in der Region Île-de-France. Sie gehört zum Arrondissement Mantes-la-Jolie und zum Kanton Limay. Die Einwohner nennen sich Jambvillois.

## Geografie
Jambville liegt etwa 41 Kilometer westnordwestlich von Paris. Jambville wird umgeben von den Nachbargemeinden Frémainville im Norden und Nordosten, Seraincourt im Osten, Oinville-sur-Montcient im Süden, Montalet-le-Bois im Westen sowie Lainville-en-Vexin im Westen und Nordwesten.

## Bevölkerungsentwicklung
| 1962                       | 1968 | 1975 | 1982 | 1990 | 1999 | 2006 | 2013 |
| -------------------------- | ---- | ---- | ---- | ---- | ---- | ---- | ---- |
| 284                        | 295  | 406  | 438  | 586  | 623  | 754  | 837  |
| Quellen: Cassini und INSEE |      |      |      |      |      |      |      |

## Sehenswürdigkeiten
Siehe auch: Liste der Monuments historiques in Jambville
- Kirche Notre-Dame aus dem 12. Jahrhundert, Monument historique seit 1935
- Schloss Jambville mit Park aus dem 17./18. Jahrhundert
- Tempel im Park des Schlosses

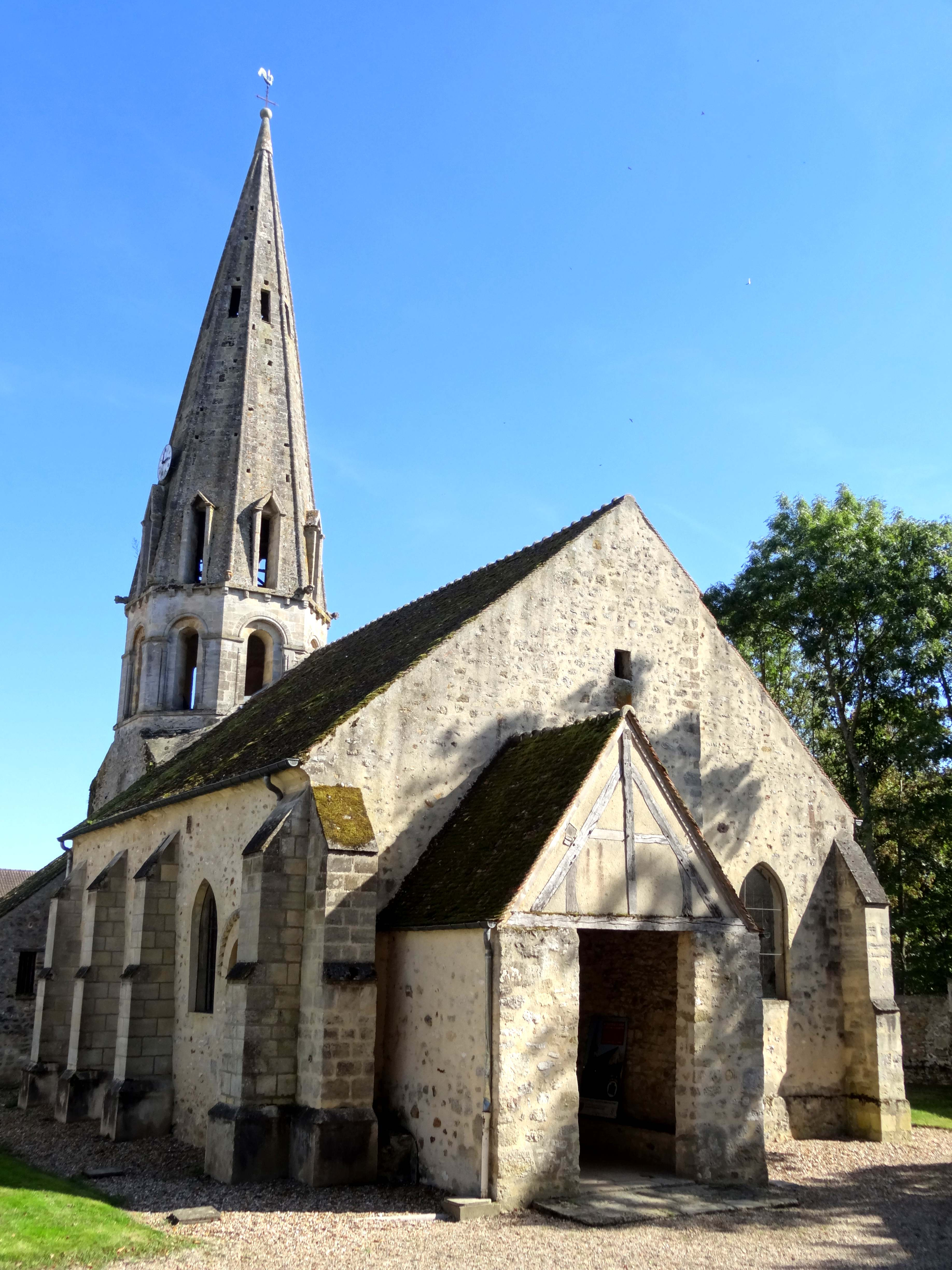
Kirche Notre-Dame
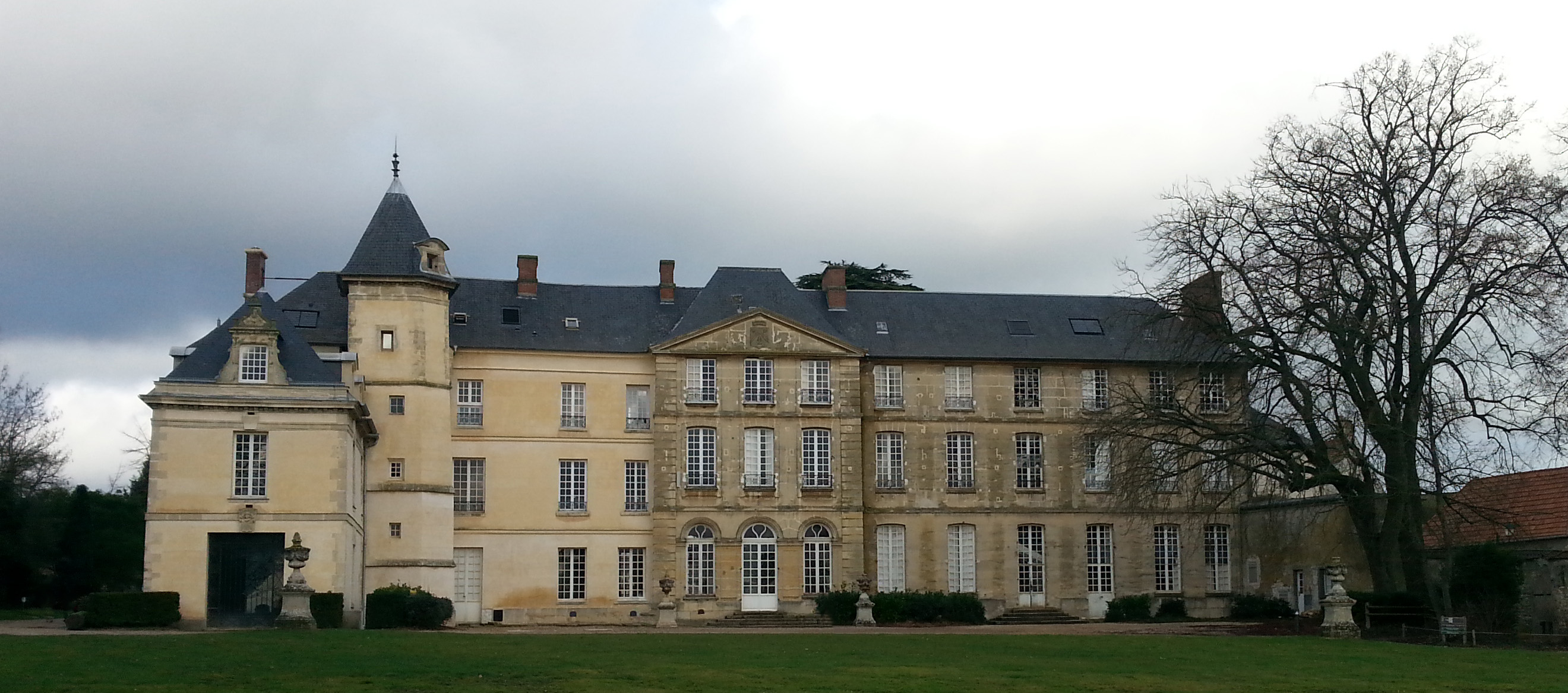
Schloss Jambville